# Acrocephalus sorghophilus
Acrocephalus sorghophilus е вид птица от семейство Acrocephalidae. Видът е застрашен от изчезване.

## Разпространение
Разпространен е в Китай, Филипини и Тайван.